# San Salvador el Verde
San Salvador el Verde là một đô thị thuộc bang Puebla, México. Năm 2005, dân số của đô thị này là 23937 người.